# هویت بصری
هویت بصری (Visual identity): به مجموعه‌ای از ویژگی‌های بصری خاص یک شیء قابل مشاهده گفته می‌شود، که او را از سایرهم نوعان خود متمایز می‌کند.
به عبارت دیگر تمام عناصر بصری خاصی که؛ شیء قابل رؤیت در اختیار مخاطبین خود قرار می‌دهد، و باعث تداعی تصویری خاص و منحصر به فرد از آن شیء در ذهن مخاطب می‌شود؛ به عنوان هویت بصری آن شیء در نظر گرفته می‌شود.
ارتباط به واسطه هویت بصری نسبت به سایرگونه‌های ارتباطی، همانندارتباط کلامی و نوشتاری، یک ارتباط قویتری است؛ زیرا برای ایجاد ارتباط از کلمات استفاده نمی‌کند، بلکه عناصر بصری با کمک از قوه احساس باعث ایجاد تصور در ذهن می‌شوند و به ادراکات شکل می‌دهند و معانی فراتراز کلمات رابرای مخاطبین خودتداعی می‌کنند؛ بنابراین هویت بصری یک شیء قدرت اقناعی زیادی دارد و بهتر می‌تواند مخاطبین خود را متقاعد کند.
هویت بصری یک ابزار قدرتمند است که می‌تواند تأثیر زیادی بر نحوه درک مخاطبان از یک برند یا سازمان داشته باشد. یک هویت بصری قوی می‌تواند به سازمان‌ها کمک کند تا:
- قابل تشخیص باشند: یک هویت بصری قوی می‌تواند به سازمان‌ها کمک کند تا در میان سایر سازمان‌ها متمایز شوند. این امر می‌تواند به سازمان‌ها کمک کند تا توجه مخاطبان خود را جلب کنند و برند خود را به یاد ماندنی کنند.
- اعتماد ایجاد کنند: یک هویت بصری قوی می‌تواند به سازمان‌ها کمک کند تا اعتماد مخاطبان خود را جلب کنند. این امر می‌تواند به سازمان‌ها کمک کند تا مخاطبان خود را به عنوان یک شرکت یا سازمان قابل اعتماد و قابل اعتماد ببینند.
- محبوبیت ایجاد کنند: یک هویت بصری قوی می‌تواند به سازمان‌ها کمک کند تا محبوبیت مخاطبان خود را افزایش دهند. این امر می‌تواند به سازمان‌ها کمک کند تا مخاطبان خود را به عنوان یک شرکت یا سازمان جذاب و دوست داشتنی ببینند.

هنگام طراحی هویت بصری، مهم است که نیازهای و اهداف مخاطبان هدف را در نظر بگیرید. هویت بصری باید برای مخاطبان هدف جذاب و قابل ارتباط باشد. همچنین مهم است که هویت بصری با ارزش‌ها و پیام‌های برند مطابقت داشته باشد. هویت بصری باید یکپارچه و منسجم باشد و باید تصویری یکپارچه از برند را ایجاد کند.

## نکاتی برای طراحی هویت بصری
در اینجا چند نکته برای طراحی هویت بصری قوی آورده شده است:
- آشنایی با مخاطبان هدف خود را افزایش دهید. قبل از شروع طراحی، زمان بگذارید تا مخاطبان هدف خود را درک کنید. این شامل درک نیازها، خواسته‌ها، ارزش‌ها و ترجیحات آنها است.
- اهداف خود را مشخص کنید. هدف شما از طراحی هویت بصری چیست؟ آیا می‌خواهید برند خود را قابل تشخیص کنید، اعتماد ایجاد کنید یا محبوبیت ایجاد کنید؟
- از تحقیقات استفاده کنید. قبل از شروع طراحی، تحقیقاتی در مورد سایر برندها و سازمان‌هایی که در صنعت شما فعالیت می‌کنند انجام دهید. این به شما کمک می‌کند تا از روندهای فعلی آگاه شوید و ایده‌های جدیدی برای طراحی خود کسب کنید.
- خلاق باشید. نترسید که خلاق باشید و از طرح‌های خارج از چارچوب استفاده کنید. با این حال، مهم است که طرح‌های خود را با ارزش‌ها و پیام‌های برند مطابقت دهید.
- بازخورد بگیرید. از دیگران بازخورد بگیرید تا مطمئن شوید که طرح‌های شما برای مخاطبان هدف شما جذاب و قابل ارتباط است.

طراحی هویت بصری یک فرایند پیچیده است که نیاز به تحقیق، خلاقیت و بازخورد دارد. با صرف زمان و تلاش، می‌توانید هویت بصری قوی ایجاد کنید که به سازمان شما کمک کند تا به اهداف خود برسد.

## هویت بصری: ابزاری قدرتمند برای ایجاد برند
هویت بصری مجموعه‌ای از عناصر بصری است که هویت یک برند یا سازمان را تعریف می‌کند. این عناصر شامل لوگو، رنگ، تایپوگرافی و عناصر گرافیکی است. هویت بصری یک ابزار قدرتمند است که می‌تواند تأثیر زیادی بر نحوه درک مخاطبان از یک برند داشته باشد.

## اهمیت هویت بصری
هویت بصری می‌تواند به سازمان‌ها کمک کند تا:
- قابل تشخیص باشند: یک هویت بصری قوی می‌تواند به سازمان‌ها کمک کند تا در میان سایر سازمان‌ها متمایز شوند. این امر می‌تواند به سازمان‌ها کمک کند تا توجه مخاطبان خود را جلب کنند و برند خود را به یاد ماندنی کنند.
- اعتماد ایجاد کنند: یک هویت بصری قوی می‌تواند به سازمان‌ها کمک کند تا اعتماد مخاطبان خود را جلب کنند. این امر می‌تواند به سازمان‌ها کمک کند تا مخاطبان خود را به عنوان یک شرکت یا سازمان قابل اعتماد و قابل اعتماد ببینند.
- محبوبیت ایجاد کنند: یک هویت بصری قوی می‌تواند به سازمان‌ها کمک کند تا محبوبیت مخاطبان خود را افزایش دهند. این امر می‌تواند به سازمان‌ها کمک کند تا مخاطبان خود را به عنوان یک شرکت یا سازمان جذاب و دوست داشتنی ببینند.

## عناصر هویت بصری
عناصر تشکیل‌دهنده هویت بصری عبارتند از:
- لوگو: لوگو نماد بصری یک برند است. لوگو معمولاً شامل یک تصویر، متن یا ترکیبی از هر دو است. لوگو باید ساده و قابل تشخیص باشد و باید بتواند ارزش‌ها و پیام‌های برند را به مخاطبان منتقل کند.
- رنگ: رنگ‌ها می‌توانند احساسات و عواطف خاصی را در مخاطبان ایجاد کنند. به عنوان مثال، رنگ آبی اغلب با آرامش و اعتماد مرتبط است، در حالی که رنگ قرمز اغلب با هیجان و اشتیاق مرتبط است. انتخاب رنگ‌های مناسب برای هویت بصری می‌تواند به سازمان‌ها کمک کند تا احساسات و عواطف خاصی را در مخاطبان خود ایجاد کنند.
- تایپوگرافی: تایپوگرافی می‌تواند تأثیر زیادی بر ظاهر و احساس یک برند داشته باشد. تایپوگرافی باید خوانا و قابل تشخیص باشد و باید با ارزش‌ها و پیام‌های برند مطابقت داشته باشد.
- عناصر گرافیکی: عناصر گرافیکی مانند تصاویر، الگوها و اشکال می‌توانند برای افزودن شخصیت و جذابیت به هویت بصری یک برند استفاده شوند. عناصر گرافیکی باید با ارزش‌ها و پیام‌های برند مطابقت داشته باشند و باید به‌طور کلی با سایر عناصر هویت بصری هماهنگ باشند.

## طراحی هویت بصری
هنگام طراحی هویت بصری، مهم است که نیازهای و اهداف مخاطبان هدف را در نظر بگیرید. هویت بصری باید برای مخاطبان هدف جذاب و قابل ارتباط باشد. همچنین مهم است که هویت بصری با ارزش‌ها و پیام‌های برند مطابقت داشته باشد. هویت بصری باید یکپارچه و منسجم باشد و باید تصویری یکپارچه از برند را ایجاد کند.

## نکاتی برای طراحی هویت بصری بهتر
در اینجا چند نکته برای طراحی هویت بصری قوی آورده شده است:
- آشنایی با مخاطبان هدف خود را افزایش دهید. قبل از شروع طراحی، زمان بگذارید تا مخاطبان هدف خود را درک کنید. این شامل درک نیازها، خواسته‌ها، ارزش‌ها و ترجیحات آنها است.
- اهداف خود را مشخص کنید. هدف شما از طراحی هویت بصری چیست؟ آیا می‌خواهید برند خود را قابل تشخیص کنید، اعتماد ایجاد کنید یا محبوبیت ایجاد کنید؟
- از تحقیقات استفاده کنید. قبل از شروع طراحی، تحقیقاتی در مورد سایر برندها و سازمان‌هایی که در صنعت شما فعالیت می‌کنند انجام دهید. این به شما کمک می‌کند تا از روندهای فعلی آگاه شوید و ایده‌های جدیدی برای طراحی خود کسب کنید.
- خلاق باشید. نترسید که خلاق باشید و از طرح‌های خارج از چارچوب استفاده کنید. با این حال، مهم است که طرح‌های خود را با ارزش‌ها و پیام‌های برند مطابقت دهید.
- بازخورد بگیرید. از دیگران بازخورد بگیرید تا مطمئن شوید که طرح‌های شما برای مخاطبان هدف شما جذاب و قابل ارتباط است.

## روند طراحی هویت بصری
روند طراحی هویت بصری معمولاً شامل مراحل زیر است:

### تحقیق و تحلیل
در این مرحله، مهم است که درک عمیقی از مخاطبان هدف، اهداف برند و روندهای صنعت کسب کنید. این اطلاعات به شما کمک می‌کند تا طرح‌هایی ایجاد کنید که برای مخاطبان شما جذاب و مؤثر باشد.
برای انجام تحقیقات خود، می‌توانید از روش‌های زیر استفاده کنید:
- مصاحبه با مشتریان و سایر افراد مرتبط با صنعت: این می‌تواند به شما کمک کند تا درک بهتری از نیازها و خواسته‌های مخاطبان خود کسب کنید.
- تحلیل رقبا: بررسی هویت بصری رقبای خود می‌تواند به شما کمک کند تا درک بهتری از روندهای صنعت و آنچه که مخاطبان شما انتظار دارند، کسب کنید.
- تحقیق بازاریابی: مطالعه‌های بازاریابی می‌تواند به شما کمک کند تا اطلاعات آماری در مورد مخاطبان هدف خود کسب کنید.

### توسعه مفهوم
در این مرحله، باید ایده‌های اولیه خود را برای هویت بصری توسعه دهید. این ایده‌ها باید با تحقیقات و تحلیل شما مطابقت داشته باشد.
برای توسعه مفهوم خود، می‌توانید از روش‌های زیر استفاده کنید:
- تولید اسکچ و ایده‌پردازی: این می‌تواند به شما کمک کند تا ایده‌های خود را به صورت بصری بیان کنید.
- استفاده از نرم‌افزار طراحی: نرم‌افزار طراحی می‌تواند به شما کمک کند تا ایده‌های خود را به صورت دیجیتالی ایجاد کنید.
- برگزاری جلسات طوفان فکری: جلسات طوفان فکری می‌تواند به شما کمک کند تا ایده‌های جدیدی از دیگران دریافت کنید.

### آزمایش و ارزیابی
در این مرحله، باید ایده‌های خود را آزمایش کنید و بازخورد دریافت کنید. این به شما کمک می‌کند تا مطمئن شوید که طرح‌های شما برای مخاطبان هدف شما جذاب و مؤثر است.
برای آزمایش و ارزیابی ایده‌های خود، می‌توانید از روش‌های زیر استفاده کنید:
- نمایش طرح‌های خود به مخاطبان هدف: این می‌تواند به شما کمک کند تا ببینید که آیا طرح‌های شما برای مخاطبان شما قابل ارتباط است.
- انجام نظرسنجی یا مصاحبه با مخاطبان هدف: این می‌تواند به شما کمک کند تا بازخورد کمی و کیفی از مخاطبان خود دریافت کنید.
- دریافت بازخورد از سایر متخصصان: دریافت بازخورد از سایر متخصصان می‌تواند به شما کمک کند تا دیدگاه‌های جدیدی در مورد طرح‌های خود کسب کنید.

### اجرا و مدیریت
در این مرحله، باید طرح‌های خود را اجرا کنید و آنها را مدیریت کنید. این شامل استفاده از طرح‌های خود در تمام نقاط تماس با برند است.
برای اجرای و مدیریت طرح‌های خود، باید یک برنامه داشته باشید که شامل موارد زیر باشد:
- شناسایی تمام نقاط تماس با برند: این شامل وب‌سایت، رسانه‌های اجتماعی، تبلیغات، بسته‌بندی محصولات و غیره است.
- توسعه دستورالعمل‌های طراحی: این دستورالعمل‌ها باید نحوه استفاده از طرح‌های شما در تمام نقاط تماس با برند را مشخص کند.
- آموزش کارکنان: کارکنان شما باید در مورد طرح‌های جدید آموزش ببینند تا بتوانند آنها را به درستی استفاده کنند.

## هویت بصری و برندسازی
هویت بصری و برندسازی دو مفهوم مرتبط هستند که اغلب در کنار یکدیگر استفاده می‌شوند. هویت بصری بخشی از برندسازی است که به جنبه‌های بصری برند اشاره دارد. برندسازی فرایند ایجاد و مدیریت هویت یک برند است.
هویت بصری یک ابزار مهم برای برندسازی است که می‌تواند به سازمان‌ها کمک کند تا برند خود را به مخاطبان معرفی کنند و با آنها ارتباط برقرار کنند. یک هویت بصری قوی می‌تواند به سازمان‌ها کمک کند تا:
- قابل تشخیص باشند: یک هویت بصری قوی می‌تواند به سازمان‌ها کمک کند تا در میان سایر سازمان‌ها متمایز شوند. این امر می‌تواند به سازمان‌ها کمک کند تا توجه مخاطبان خود را جلب کنند و برند خود را به یاد ماندنی کنند.
- اعتماد ایجاد کنند: یک هویت بصری قوی می‌تواند به سازمان‌ها کمک کند تا اعتماد مخاطبان خود را جلب کنند. این امر می‌تواند به سازمان‌ها کمک کند تا مخاطبان خود را به عنوان یک شرکت یا سازمان قابل اعتماد و قابل اعتماد ببینند.
- محبوبیت ایجاد کنند: یک هویت بصری قوی می‌تواند به سازمان‌ها کمک کند تا محبوبیت مخاطبان خود را افزایش دهند. این امر می‌تواند به سازمان‌ها کمک کند تا مخاطبان خود را به عنوان یک شرکت یا سازمان جذاب و دوست داشتنی ببینند.

## هویت بصری و هویت برند
هویت بصری و هویت برند دو مفهوم مرتبط هستند که یکدیگر را تقویت می‌کنند. هویت بصری عنصری از هویت برند است که به جنبه‌های بصری برند اشاره دارد. هویت برند مجموعه‌ای از ویژگی‌هایی است که یک برند را منحصر به فرد می‌کند. این ویژگی‌ها شامل ارزش‌ها، پیام‌ها، شخصیت و تجربه کلی برند است.
هویت بصری باید با هویت برند مطابقت داشته باشد. این بدان معناست که طرح‌های هویت بصری باید ارزش‌ها، پیام‌ها، شخصیت و تجربه کلی برند را منعکس کند.
به عنوان مثال، یک برند که ارزش‌های خلاقیت و نوآوری را دارد، باید از طرح‌های هویت بصری استفاده کند که این ارزش‌ها را منعکس کند. این طرح‌ها ممکن است از رنگ‌های روشن و گرافیک‌های جسورانه استفاده کنند تا حس خلاقیت و نوآوری را ایجاد کنند.

## تأثیر هویت بصری بر مخاطبان
هویت بصری می‌تواند تأثیر زیادی بر نحوه درک مخاطبان از یک برند داشته باشد. این تأثیر می‌تواند در سطح آگاهی، اعتماد و وفاداری مخاطبان باشد.
آگاهی
هویت بصری می‌تواند به افزایش آگاهی از برند کمک کند. یک هویت بصری قوی می‌تواند باعث شود که برند شما در میان سایر برندها متمایز شود و توجه مخاطبان را جلب کند.
اعتماد
هویت بصری می‌تواند به ایجاد اعتماد به برند کمک کند. یک هویت بصری منسجم و قابل اعتماد می‌تواند به مخاطبان این پیام را برساند که برند شما قابل اعتماد و قابل اعتماد است.
وفاداری
هویت بصری می‌تواند به ایجاد وفاداری به برند کمک کند. یک هویت بصری جذاب و قابل ارتباط می‌تواند باعث شود که مخاطبان شما به برند شما علاقه‌مند شوند و به آن وفادار بمانند.
نمونه‌هایی از هویت بصری قوی
در اینجا چند نمونه از هویت بصری قوی آورده شده است:
- لوگو شرکت اپل: لوگو اپل یکی از شناخته‌شده‌ترین لوگوهای جهان است. این لوگو ساده و قابل تشخیص است و ارزش‌های شرکت اپل، یعنی خلاقیت و نوآوری، را به خوبی منعکس می‌کند.
- رنگ‌های شرکت مک دونالد: رنگ‌های قرمز و زرد مک دونالد یکی از نمادین‌ترین رنگ‌های جهان هستند. این رنگ‌ها حس هیجان و انرژی را منتقل می‌کنند و با شخصیت برند مک دونالد، یعنی سرگرمی و لذت، مطابقت دارند.
- طراحی وب‌سایت شرکت گوگل: وب‌سایت گوگل یکی از ساده‌ترین و بصری‌ترین وب‌سایت‌های جهان است. این طراحی ساده و بصری باعث می‌شود که مخاطبان بتوانند به راحتی اطلاعات مورد نیاز خود را در وب‌سایت گوگل پیدا کنند.

اینها تنها چند نمونه از هویت‌های بصری قوی هستند که می‌توانند به سازمان‌ها کمک کنند تا اهداف خود را در زمینه برندسازی محقق کنند.

## چالش‌های طراحی هویت بصری
طراحی هویت بصری می‌تواند یک فرایند چالش‌برانگیز باشد. برخی از چالش‌های رایج در طراحی هویت بصری عبارتند از:
- تعیین اهداف: اولین و مهم‌ترین چالش در طراحی هویت بصری، تعیین اهداف است. شما باید مشخص کنید که از هویت بصری خود چه می‌خواهید. آیا می‌خواهید برند خود را قابل تشخیص‌تر کنید؟ اعتماد ایجاد کنید؟ یا محبوبیت ایجاد کنید؟
- شناخت مخاطبان هدف: چالش بعدی، شناخت مخاطبان هدف است. شما باید بدانید که مخاطبان هدف شما چه کسانی هستند و چه چیزی برای آنها مهم است. این اطلاعات به شما کمک می‌کند تا طرح‌هایی ایجاد کنید که با مخاطبان هدف شما ارتباط برقرار کند.
- هماهنگ‌سازی طرح‌ها: چالش سوم، هماهنگ‌سازی طرح‌ها است. شما باید مطمئن شوید که تمام طرح‌های هویت بصری شما با یکدیگر هماهنگ هستند. این امر به ایجاد یک تصویر یکپارچه از برند شما کمک می‌کند.
- تغییر و تحول: چالش آخر، تغییر و تحول است. دنیای کسب‌وکار دائماً در حال تغییر است. شما باید مطمئن شوید که هویت بصری شما با این تغییرات سازگار است.

## راه‌حل‌های چالش‌های طراحی هویت بصری
برای غلبه بر چالش‌های طراحی هویت بصری، می‌توانید از نکات زیر استفاده کنید:
- تحقیق و تحلیل انجام دهید: قبل از شروع طراحی، تحقیقات و تحلیل انجام دهید تا در مورد اهداف، مخاطبان هدف و روندهای صنعت اطلاعات کسب کنید.
- با متخصصان مشورت کنید: اگر تجربه طراحی هویت بصری ندارید، با متخصصان مشورت کنید. آنها می‌توانند به شما کمک کنند تا طرح‌های قوی و مؤثر ایجاد کنید.
- بازخورد بگیرید: از دیگران بازخورد بگیرید تا مطمئن شوید که طرح‌های شما برای مخاطبان هدف شما جذاب و قابل ارتباط است.

با صرف زمان و تلاش، می‌توانید هویت بصری قوی ایجاد کنید که به سازمان شما کمک کند تا به اهداف خود برسد.

## تطبیق هویت بصری در سراسر نقاط تماس
هنگام طراحی هویت بصری، مهم است که به یاد داشته باشید که این هویت باید در سراسر نقاط تماس با برند شما، از جمله وب‌سایت، رسانه‌های اجتماعی، تبلیغات، بسته‌بندی محصولات و غیره، یکپارچه باشد. این امر به ایجاد یک تصویر یکپارچه از برند شما کمک می‌کند و به مخاطبان شما کمک می‌کند تا برند شما را به راحتی شناسایی کنند.
در اینجا چند نمونه از نحوه تطبیق هویت بصری در سراسر نقاط تماس آورده شده است:
- استفاده از یک سبک تایپوگرافی یکپارچه: استفاده از یک سبک تایپوگرافی یکپارچه در تمام نقاط تماس با برند شما به ایجاد یک تصویر حرفه‌ای و قابل اعتماد کمک می‌کند. به عنوان مثال، شرکت گوگل از یک سبک تایپوگرافی sans-serif ساده در تمام محصولات و تبلیغات خود استفاده می‌کند.
- استفاده از عناصر گرافیکی یکپارچه: استفاده از عناصر گرافیکی یکپارچه در تمام نقاط تماس با برند شما به ایجاد یک تصویر آشنا و قابل تشخیص کمک می‌کند. به عنوان مثال، شرکت مک دونالد از نماد طلایی M خود در تمام محصولات و تبلیغات خود استفاده می‌کند.
- با تطبیق هویت بصری خود در سراسر نقاط تماس، می‌توانید یک تصویر یکپارچه و ماندگار از برند خود ایجاد کنید که به مخاطبان شما کمک می‌کند تا برند شما را به راحتی شناسایی کنند و با آن ارتباط برقرار کنند.

## حرف آخر
هویت بصری یک ابزار قدرتمند است که می‌تواند به سازمان‌ها کمک کند تا برند خود را به مخاطبان معرفی کنند و با آنها ارتباط برقرار کنند. یک هویت بصری قوی می‌تواند به سازمان‌ها کمک کند تا اهداف خود را در زمینه برندسازی محقق کنند.
برای طراحی یک هویت بصری قوی، باید تحقیقات و تحلیل انجام دهید، با مخاطبان هدف خود آشنا شوید، طرح‌های خود را هماهنگ کنید و با تغییرات سازگار باشید. با صرف زمان و تلاش، می‌توانید هویت بصری قوی ایجاد کنید که به سازمان شما کمک کند تا به اهداف خود برسد.
در اینجا چند نکته اضافی برای طراحی یک هویت بصری قوی آورده شده است:
- خلاق باشید: نترسید که خلاق باشید و از طرح‌های خارج از چارچوب استفاده کنید. با این حال، مهم است که طرح‌های خود را با ارزش‌ها و پیام‌های برند مطابقت دهید.
- به روز باشید: روندهای طراحی بصری دائماً در حال تغییر است. مهم است که هویت بصری خود را به روز نگه دارید تا با روندهای جدید مطابقت داشته باشد.
- به یاد ماندنی باشید: هدف شما این است که هویت بصری شما ماندگار باشد. برای این کار، باید طرح‌هایی ایجاد کنید که ساده و قابل تشخیص باشند.

با پیروی از این نکات، می‌توانید هویت بصری قوی ایجاد کنید که به سازمان شما کمک کند تا به اهداف خود برسد.
علاوه بر این، مهم است که هویت بصری خود را در سراسر نقاط تماس با برند خود، از جمله وب‌سایت، رسانه‌های اجتماعی، تبلیغات، بسته‌بندی محصولات و غیره، یکپارچه کنید. این امر به ایجاد یک تصویر یکپارچه از برند شما کمک می‌کند و به مخاطبان شما کمک می‌کند تا برند شما را به راحتی شناسایی کنند.
با تطبیق هویت بصری خود در سراسر نقاط تماس، می‌توانید یک تصویر یکپارچه و ماندگار از برند خود ایجاد کنید که به مخاطبان شما کمک می‌کند تا برند شما را به راحتی شناسایی کنند و با آن ارتباط برقرار کنند.